# Przegląd Poznański
Przegląd Poznański – miesięcznik kulturalny, ukazujący się w Poznaniu w latach 1845–1865.
Czasopismo pod redakcją Jana Koźmiana (wspomaganego przez brata - Stanisława Egberta Koźmiana) prezentowało poglądy skrajnie konserwatywne i ultramontańskie, bardzo jednostronnie traktując opisywanie zjawisk kulturalnych. Sprawiało to, że nie cieszyło się znaczącą popularnością wśród czytelników. Z uwagi na ugodowe podejście do władz pruskich i głoszenie poglądów zachowawczych, pismo nie było prześladowane przez cenzurę i policję, a także przetrwało okres 1845-1847, kiedy to większość polskich pism kulturalno-społecznych w Poznańskiem została zamknięta lub upadła ze względów ekonomicznych. Jednym ze stałych współpracowników czasopisma był Zygmunt Krasiński. Korespondencyjnie publikował w PP Konstanty Górski. Na łamach miesięcznika poświęcano wiele miejsca literaturze Wielkiej Emigracji, a także twórcom krajowym. Tytułowi patronowały i wspierały go rodziny ziemiańskie, m.in. Chłapowscy, Mielżyńscy, Żółtowscy i Stablewscy.